# Pierre Buhler
Pierre Buhler (ur. 21 marca 1954 w Rauwiller) – francuski dyplomata. W latach 2012–2016 akredytowany jako ambasador nadzwyczajny i pełnomocny Republiki Francuskiej w Rzeczypospolitej Polskiej.

## Biografia
Zdobył maturę w Lycée Mangin w Sarrebourg, ukończył studia wyższe w École des Hautes Études Commerciales, w Institut d’études politiques, Institut national des Langues et Civilisations orientales (specjalizacja polska) w Paryżu, ma także licencjat z prawa na Uniwersytecie Paryż I, z etnologii (Uniwersytet Paryż VII) oraz z ekonomii stosowanej – DEA (Uniwersytet Paryż IX). Jest absolwentem rocznika „Henri‑François d’Aguesseau” (1982) w École Nationale d’Administration w Paryżu.
Jest profesorem wyższych uczelni, autorem artykułów naukowych i publicystycznych, z których niektóre przetłumaczono także na język polski (np. książka Polska droga do wolności. 1939–1995, wyd. Dialog, Warszawa 1999).
Zna języki niemiecki, angielski, polski i rosyjski. Jego żoną jest francuska dziennikarka Sylvie Kauffmann.

## Kariera zawodowa
- 1982–1983 – pracował w administracji centralnej (Wydział Europa)
- 1983–1984 – drugi sekretarz ambasady w Warszawie
- 1984–1985 – pierwszy sekretarz ambasady w Warszawie
- 1985–1986 – w Moskwie
- 1987–1988 – drugi sekretarz w Moskwie
- 1988–1990 – w administracji centralnej (Wydział Spraw Strategicznych i Rozbrojenia)
- 1990–1993 – zastępca szefa Centrum Analiz i Prognoz
- 1993–1996 – radca w Waszyngtonie
- 1996–2001 – radca kulturalny, stały przedstawiciel francuskich wyższych uczelni w Stanach Zjednoczonych, w Nowym Jorku
- 2001–2002 – radca dyplomatyczny ministra obrony
- 2002 – sekretarz generalny X Konferencji ambasadorów
- 2002–2006 – oddelegowany do Ministerstwa Edukacji Narodowej i Badań Naukowych w Instytucie Nauk Politycznych w Paryżu
- 2006–2011 – ambasador w Singapurze
- 2011–2012 – w administracji centralnej jako chargé de mission, Dyrekcja Generalna ds. Globalizacji, Rozwoju i Współpracy Partnerskiej (DGM), p.o. dyrektora France Coopération Internationale; ma tytuł Ministra Pełnomocnego I klasy.
- 2017–2020 – prezes Instytutu Francuskiego

## Odznaczenia
- Kawaler Orderu Narodowego Legii Honorowej (1999)[1][2],
- Kawaler Orderu Narodowego Zasługi (2000)[1][3],
- Oficer Orderu Narodowego Zasługi (2014)[3],
- Krzyż Komandorski Orderu Odrodzenia Polski (2012)[4][1],
- Krzyż Komandorski Orderu Zasługi Rzeczypospolitej Polskiej (2016)[5],
- Odznaka Honorowa „Bene Merito” (2016)[1][6],
- Medal „Zasłużony dla Wymiaru Sprawiedliwości – Bene Merentibus Iustitiae” (2016)[7].